# Nachal Og
Nachal Og (hebrejsky נחל אוג) je vádí v Jeruzalému a na Západním břehu Jordánu, v Judských horách a Judské poušti.
Začíná v nadmořské výšce přes 700 metrů na hřebenu Judských hor v prostoru města Jeruzalém, východně od čtvrti ha-Giva ha-Carfatit, na severních svazích hory Skopus. Ihned za výrazně zařezává do okolního terénu a směřuje k východu, kde v hlubokém údolí míjí z jihu uprchlický tábor Šu'afat, ze severu čtvrť Isavija. Podél vádí tudy také k východu z města vede dálnice číslo 1. Krajina se rychle mění na polopouštní a vádí vstupuje do Judské pouště. Severně od velké izraelské osady Ma'ale Adumim se vádí stáčí k jihovýchodu, ze severu míjí průmyslovou zónu Mišor Adumim a vede prakticky neosídlenou pouštní krajinou, kterou prochází v hlubokém, turisticky využívaném kaňonu. Je tu několik skalních stupňů a vodopádů. Nedaleko od vádí stojí svatyně Nabi Musa. Dále výrazně klesá do příkopové propadliny Mrtvého moře, do níž vstupuje jižně od izraelské osady Almog. Zde se obrací k jihojihovýchodu, podchází dálnici číslo 90 a východně od izraelské osady Kalija ústí do Mrtvého moře.